# Mitzi Kremer
Mitzi Kremer (n. 18 martie 1968) este o înotătoare ce a reprezentat Statele Unite ale Americii, medaliată olimpică. A participat la o ediție a Jocurilor Olimpice (1988) în care a câștigat o medalie de bronz.

## Participări
Lista de mai jos prezintă principalele competiții la care a participat Mitzi Kremer de-a lungul carierei.
- swimming at the 1988 Summer Olympics – women's 4 × 100 metre freestyle relay[*]